# Uwharrie River
Uwharrie River er en ca. 100 km lang flod i Piedmont området i North Carolina i USA. Floden er en biflod til Pee Dee River.
Floden udspringer i den nordvestlige del af Randolph County i det centrale North Carolina lige syd for byen High High Point. Herfra flyder floden mod syd ind i Montgomery County og gennem de lave Uwharrie Mountains og Uwharrie National Forest. 
13 kilometer øst for byen Albemarle møder den Yadkin River ved Lake Tillery Reservoir. Herfra bliver den til Pee Dee River, som 370 km længere mod syd løber ud i Atlanterhavet. 
Floden har gennem tiden været kendt under mange forskellige navne, fra Uharie River i 1895 og siden Huwaree Ricer, Uwarry River, Uaree River, Wahrie River og mange andre, før den fik sit nuværende navn.

## Eksterne referencer
- Billeder af Uwharrie River Arkiveret 13. juli 2011 hos  Wayback Machine

35°22′51″N 80°03′29″V / 35.3806969°N 80.0581082°V